# Ursula Profanter
Ursula „Uschi“ Profanter (* 22. März 1968 in Graz) ist eine ehemalige österreichische Kanutin. Sie gewann drei Weltmeistertitel im Wildwasserrennsport. Uschi Profanter war eine vielseitige Kanutin, die internationale Erfolge im Kanurennsport und im Wildwasserrennsport erreichte.

## Wildwasserrennsport
Sie begann ihre Karriere 1986 mit dem Gewinn des Juniorenweltmeistertitels. 1989 gewann sie zum ersten Mal den Weltcup, bei den Weltmeisterschaften unterlag sie der Deutschen Sabine Kleinhenz. 1991 wiederholte sie ihren Sieg im Gesamtweltcup, bei den Weltmeisterschaften erhielt sie die Bronzemedaille hinter den beiden Deutschen Karin Wirz und Sabine Kleinhenz.
Von 1993 bis 1995 gewann Profanter dreimal den Gesamtweltcup. Ebenfalls dreimal in Folge siegte sie bei den Weltmeisterschaften 1993, 1995 und 1996. Bei den Heimweltmeisterschaften 1996 in Landeck gewann Uschi Profanter zusätzlich Bronze mit der österreichischen Mannschaft. 1998 belegte Profanter dann den zweiten Platz hinter der Deutschen Claudia Brokof. 2002 erhielt Profanter nochmals eine Bronzemedaille hinter der Tschechin Michala Strnadova und der Französin Nathalie Leclerc. Im erstmals ausgetragenen Sprint erkämpfte sie die Silbermedaille hinter Michala Strnadova.

## Kanurennsport
Uschi Profanter trat insbesondere in den Olympischen Jahren verstärkt im Flachwasser an, da die Wildwasserrennen nicht olympisch waren. Bei drei Olympischen Spielen erreichte Uschi Profanter jeweils den Olympischen Endlauf im Einerkajak: 1992 belegte sie den fünften Platz, 1996 folgte ein sechster Rang, 2000 belegte sie den achten Platz. Ab 1998 war Profanter als Heeressportlerin ein Teil des Heeressportzentrums des Österreichischen Bundesheers, in diesem verblieb sie bis 2005.
1992 gewann Uschi Profanter bei den Weltmeisterschaften im Kajakmarathon die Silbermedaille hinter der Schwedin Susanne Gunnarsson. 1997 trat sie auch bei den Weltmeisterschaften auf den Olympischen Strecken an und gewann über 500 Meter sowie über 1000 Meter jeweils Bronze hinter der Kanadierin Caroline Brunet und der Italienerin Josefa Idem.

## Sonstiges
Uschi Profanter ist gelernte Buchbinderin, war aber nach der Ausbildung bis 2003 Profisportlerin. 1995 wurde sie zur Sportlerin des Jahres gewählt, 41 Jahre nach Fritzi Schwingl als letzter Kanutin und 30 Jahre nach Kurt Presslmayr als letztem Kanuten. Vor Uschi Profanter hatten zehn Jahre lang Wintersportlerinnen bei der Wahl gewonnen.

## Familie
Uschi Profanter ist verpartnert mit Rudi Stangl, bekannt für Bergführungen am Kilimandscharo. Im März 2008 gebar sie den gemeinsamen Sohn Lukas. Bei der Staatsmeisterschaft am 17. Juli 2022 in Stadl an der Mur gewann Lukas Profanter mit 14 in der Klasse Schüler die Wildwasser-Abfahrt.